# Дзвін Чорнобиля
Дзвін Чорнобиля (рос. Колокол Чернобыля) — документальний фільм режисера Роллана Сергієнка про наслідки аварії на Чорнобильській АЕС. Відзнятий з 28 травня по 26 червня і на початку вересня 1986 року. Спочатку фільм був заборонений до показу на території СРСР. Автори не ставили перед собою завдання показати вичерпну картину того, що сталося в Чорнобилі. Вони намагались відобразити свідоцтва людей, безпосередньо причетних до трагедії, уроки якої ще слід усвідомити. «Дзвін Чорнобиля» занесений до «Книги рекордів Гіннеса» як фільм, який показанли у всіх країнах світу, де є телебачення.

## Нагороди
- 1987 — Спеціальний Золотий приз «За професіональну мужність» МКФ
- 1987 — «Срібна пластина» XIX Міжнародного фестивалю документальних фільмів в Ніоні (Швейцарія)
- 1987 — «Срібний дельфін» Міжнародного фестивалю документальних фільмів в Трої (Португалія)
- 1987 — «Кришталевий приз» XXX Міжнародного фестивалю документальних і короткометражних фільмів у Лейпцигу (Німеччина)
- 1987 — Золота медаль «ЕКСПО-87»